# NGC 4224
NGC 4224 (другие обозначения — UGC 7292, MCG 1-31-34, ZWG 41.60, VCC 199, IRAS12140+0744, PGC 39328) — спиральная галактика (Sa) в созвездии Дева.
Этот объект входит в число перечисленных в оригинальной редакции «Нового общего каталога».
Галактический диск NGC 4224 наблюдается с ребра. Чаще всего в таких галактиках заметен балдж в виде сферической выпуклости, но эта одна из немногих галактик, в которой хорошо различима выпуклость в виде вытянутого прямоугольника.